# Болді Джеймс
Джеймс Клей Джонс III (англ. James Clay Jones III) — американський репер з Детройта, Мічіган, більш відомий під псевдонімом Болді Джеймс (Boldy James).
15 жовтня 2013 року Болді Джеймс випустив дебютний альбом My 1st Chemistry Set.

## Раннє життя
Джеймс Клей Джонс III народився 9 серпня 1983 року в Атланті, штат Джорджія, в родині Джеймса Клея Джонса молодшого (James Clay Jones Jr) та Тоні К. Бродус (Toni K. Broadus).
Коли батька звати James Clay Jones Jr, а сина звати James Clay Jones III — це той випадок, коли без псевдоніма аж ніяк не обійтись. Згодом Джеймс Клей Джонс III стане відомий, як Болді Джеймс.
В тому ж році батьки Болді Джеймса повернулися до свого рідного дому в Детройт, штат Мічиган, після того, як батько, який був офіцером поліції, отримав поранення під час виконання службових обов'язків. Вони проживали в східній частині Детройта з бабусею.
У 1989 році батьки Болді Джеймса розійшлися, і його мати відправила його та його молодшу сестру жити з батьком, який мешкав у західній частині Детройта.
Любов Болді Джеймса до музики проявилась у віці 12 років, коли він виступив у шоу талантів середньої школи і незабаром почав писати свій перший реп. Болді Джеймс кинув школу після дев'ятого класу. Але коли читаєш інтерв'ю з Болді Джеймсом, не покидає відчуття, що він кинув школу після 1-го класу.
Історія походження псевдоніма така: у Болді Джеймса був друг, Джеймс Оселі III (James Osely III), якого у кварталі називали Болді. Болді Джеймс згадує: «Він не читав реп, він просто продавав кокаїн. Мені сподобалося ім'я, тому що його теж звали Джеймс». Коли його друга вбили, Джеймс вирішив взяти собі його псевдонім, і використовувати його для репу.

## Кар'єра
У 2009 році Болді Джеймс двічі виступав з дуетом The Cool Kids, а також брав участь у записі двох пісень «BBQ Wings» і «Tires», які увійшли до мікстейпа Дона Кеннона (Don Cannon), Merry Christmas.
У 2010 році трек Болді Джеймса, «Gettin Flicked», з'явився на мікстейпі дуету The Cool Kids, Tacklebox.
У 2010 році Болді Джеймс, Біг Шон (Big Sean), Ашер Рот (Asher Roth), Дом Кеннеді (Dom Kennedy) та Чак Інгліш (Chuck Inglish) створили ремікс пісні репера Chiptha Ripper, «Fat Raps».
Болді Джеймс і учасник/продюсер дуету Cool Kid, Чак Інгліш є двоюрідними братами.
24 травня 2011 року Болді Джеймс випустив свій сольний дебютний мікстейп Trappers Alley Pros and Cons. Pitchfork назвав цей проєкт одним із найбільш недооцінених проєктів 2011 року.
27 лютого 2012 року він випустив свій наступний мікстейп Consignment.
5 березня 2013 року вийшов мініальбом Болді Джеймса, Grand Quarters.
15 жовтня 2013 року він випустив свій дебютний альбом My 1st Chemistry Set, повністю спродюсований The Alchemist.
22 травня 2014 року було оголошено, що Болді Джеймс, Bishop Nehru та Fashawn підписали контракт з незалежним лейблом Mass Appeal Records.

## Особисте життя
9 січня 2023 року Болді Джеймс потрапив у серйозну автомобільну аварію в Детройті. Болді був доставлений до лікарні в критичному стані зі зламаними хребцями на шиї і успішно прооперований.
24 серпня 2023 року Болді Джеймс розповів, що начеб-то є родичем репера Снупа Догга (Snoop Dogg).

## Дискографія

### Студійні альбоми
| Назва                                           | Інформація про альбом |
| ----------------------------------------------- | --- |
| My 1st Chemistry Set (with The Alchemist)       | - Реліз: 15 жовтня, 2013 - Лейбл: Decon, Mass Appeal Entertainment - Формат: CD, digital download                         |
| The Price of Tea in China (with The Alchemist)  | - Реліз: 7 лютого, 2020 - Лейбл: ALC - Формат: Streaming, digital download, CD, vinyl                                     |
| Manger on McNichols (with Sterling Toles)       | - Реліз: 22 липня, 2020 - Лейбл: Self-released - Формат: Streaming, digital download, vinyl                               |
| Real Bad Boldy (with Real Bad Man)              | - Реліз: 11 грудня, 2020 - Лейбл: Real Bad Man - Формат: Streaming, digital download, CD, vinyl                           |
| Bo Jackson (with The Alchemist)                 | - Реліз: 13 серпня, 2021 - Лейбл: ALC - Формат: Streaming, digital download, CD, vinyl                                    |
| Super Tecmo Bo (with The Alchemist)             | - Реліз: 17 грудня, 2021 - Лейбл: ALC - Формат: Streaming, digital download, CD, vinyl                                    |
| Killing Nothing (with Real Bad Man)             | - Реліз: 20 травня, 2022 - Лейбл: Real Bad Man - Формат: Streaming, digital download, CD, vinyl, cassette                 |
| Fair Exchange No Robbery (with Nicholas Craven) | - Реліз: 30 вересня, 2022 - Лейбл: Nicholas Craven Productions - Формат: Streaming, digital download, CD, vinyl, cassette |
| Mr. Ten08 (with Futurewave)                     | - Реліз: 4 листопада, 2022 - Лейбл: WAVGODMUSIC INC. / FXCKRXP - Формат: Streaming, digital download, CD, vinyl, cassette |
| Be That as It May (with Cuns)                   | - Реліз: 14 грудня, 2022 - Лейбл: Tuff Kong Records - Формат: Streaming, digital download, CD, vinyl, cassette            |
| Indiana Jones (with RichGains)                  | - Реліз: 20 січня, 2023 - Лейбл: Self-released - Формат: Streaming, digital download, vinyl                               |
| Penalty of Leadership (with Nicholas Craven)    | - Реліз: 12 січня, 2024 - Лейбл: Nicholas Craven Productions - Формат: Streaming, digital download                        |

### Мініальбоми
| Назва                                    | Інформація про мініальбом                                                                                 |
| ---------------------------------------- | --- |
| Grand Quarters                           | - Реліз: 5 березня, 2013 - Лейбл: Decon - Формат: CD, digital download                                    |
| The Art of Rock Climbing                 | - Реліз: 27 січня, 2017 - Лейбл: Mass Appeal - Формат: Streaming, digital download                        |
| Boldface (with The Alchemist)            | - Реліз: 20 грудня, 2019 - Лейбл: ALC - Формат: Streaming, digital download                               |
| ADU (with Real Bad Man as Boldy Bad Man) | - Реліз: 16 січня, 2023 - Лейбл: Real Bad Man, RRC Music - Формат: vinyl                                  |
| Prisoner of Circumstance (with ChanHays) | - Реліз: 9 червня, 2023 - Лейбл: Droppin Science Productions - Формат: Streaming, digital download, vinyl |

### Мікстейпи
| Назва                                                | Інформація про мікстейп                                                                                    |
| ---------------------------------------------------- | --- |
| Trappers Alley: Pros & Cons                          | - Реліз: 24 травня, 2011 - Лейбл: Self-released - Формат: Digital download                                 |
| Consignment: Favor For A Favor The Redi-rock Mixtape | - Реліз: 27 лютого, 2012 - Лейбл: Self-released - Формат: Digital download                                 |
| Trappers Alley 2                                     | - Реліз: 27 лютого, 2015 - Лейбл: Mass Appeal - Формат: Digital download                                   |
| House of Blues                                       | - Реліз: 24 лютого, 2017 - Лейбл: Mass Appeal - Формат: Streaming, digital download                        |
| Live at the Roxy (Caps & Tabs) (with M. Stacks)      | - Реліз: 24 листопада, 2018 - Лейбл: Connected Everywhere, Concreatures 227 - Формат: CD, digital download |
| Latr (Tabs & Caps)                                   | - Реліз: 8 грудня, 2018 - Лейбл: Mass Appeal - Формат: Streaming, digital download                         |
| The Versace Tape                                     | - Реліз: 14 серпня, 2020 - Лейбл: Griselda - Формат: Streaming, digital download                           |

### Сингли
| Назва                                           | Рік  | Альбом                      |
| ----------------------------------------------- | ---- | --------------------------- |
| «I Sold Dope All My Life»                       | 2012 | Trappers Alley: Pros & Cons |
| «Grittin» (featuring Peechie Green and Fat Ray) | 2012 | Н/Д                         |
| «For the Birds»                                 | 2013 | Н/Д                         |

#### Як відомий виконавець
| Назва                                                                | Рік  | Альбом |
| -------------------------------------------------------------------- | ---- | ------ |
| «Take Whats Ours» (L.O.Gic featuring Boldy James and Aaron Williams) | 2012 | Н/Д    |

### Записи з іншими виконавцями
| Назва                            | Рік  | Виконавець                                                                                              | Альбом                                   |
| -------------------------------- | ---- | --- | ---------------------------------------- |
| «Fat Raps» (Remix)               | 2010 | King Chip, Chuck Inglish, Big Sean, Asher Roth, Dom Kennedy                                             | From Me to You: The Prelude to Gift Raps |
| «Roll Call»                      | 2011 | The Cool Kids, Asher Roth, King Chip                                                                    | When Fish Ride Bicycles                  |
| «Criminal Enterprise»            | 2011 | Chips, Dusty McFly, Keely                                                                               | Couch Potato                             |
| «Stop the Show»                  | 2011 | Sir Michael Rocks, Payroll                                                                              | Premier Politics                         |
| «Golden Midas»                   | 2011 | Asher Roth, Nico Segal, Greg Landfair Jr.                                                               | Pabst & Jazz                             |
| «Detroit Game»                   | 2012 | J Dilla, Chuck Inglish                                                                                  | Rebirth of Detroit                       |
| «Girl (I Used To Know)»          | 2012 | JMSN | Priscilla                                |
| «The Kosmos Pt. 2 — Power Glove» | 2012 | The Alchemist                                                                                           | Russian Roulette                         |
| «Soul Fry» (Remix)               | 2012 | Deniro Farrar, Shady Blaze                                                                              | Kill or Be Killed                        |
| «Paramount»                      | 2013 | Phillie                                                                                                 | Welcome to the Detroit Zoo               |
| «Boat Races»                     | 2013 | TreeJay, DJ Clockwork, Larry Fisherman, Freddie Gibbs                                                   | Show Time                                |
| «Light This Fa Me»               | 2016 | Chuck Inglish, Buddy                                                                                    | Ev Zepplin                               |
| «On The Set»                     | 2017 | The Cool Kids, Smoke DZA                                                                                | Special Edition Grandmaster Deluxe       |
| «It's Possible»                  | 2019 | Westside Gunn, Jay Worthy                                                                               | Hitler Wears Hermes 7                    |
| «Ocean Prime»                    | 2019 | The Alchemist                                                                                           | Yacht Rock 2                             |
| «Friday Night Cypher»            | 2020 | Big Sean, Tee Grizzley, Kash Doll, Cash Kidd, Payroll, 42 Dugg, Drego, Sada Baby, Royce da 5'9", Eminem | Detroit 2                                |
| «Get Money»                      | 2020 | Dej Loaf, Benny The Butcher, Conway The Machine                                                         | Sell Sole II                             |
| «Claiborne Kick»                 | 2020 | Westside Gunn                                                                                           | Pray For Paris                           |
| «Buffs vs. Wires»                | 2020 | Westside Gunn, Benny The Butcher                                                                        | Flygod Is An Awesome God 2               |
| «All Praises»                    | 2020 | Westside Gunn, Jadakiss                                                                                 | Who Made The Sunshine                    |
| «TV Dinners»                     | 2021 | The Alchemist, Sideshow                                                                                 | This Thing of Ours                       |
| «Yzerman»                        | 2021 | Nicholas Craven                                                                                         | Craven N 3                               |
| «Bird Box»                       | 2021 | Rx Papi                                                                                                 | 100 Miles & Walk'in                      |
| «Westheimer»                     | 2021 | Westside Gunn, Stove God Cooks, Sauce Walka                                                             | Hitler Wears Hermes 8: Sincerely Adolf   |
| «716 Mile»                       | 2021 | Westside Gunn                                                                                           | Hitler Wears Hermes 8: Sincerely Adolf   |
| «No Yeast»                       | 2022 | Curren$y                                                                                                | Continuance                              |
| «Sauvage»                        | 2022 | Billy Woods, Gabe 'Nandez                                                                               | Aethiopes                                |
| «December Coming»                | 2022 | Domo Genesis & Evidence                                                                                 | Intros, Outros & Interludes              |
| «Looking For Water»              | 2022 | Pink Siifu & Real Bad Man                                                                               | Real Bad Flights                         |
| «Trillion Cuts»                  | 2022 | Roc Marciano & The Alchemist                                                                            | The Elephant Man's Bones                 |
| «4Evastackin»                    | 2022 | Marcel Allen                                                                                            | Ebony Goddess                            |
| «Art Talk»                       | 2023 | Larry June & The Alchemist                                                                              | The Great Escape                         |
| «Red Dolphin»                    | 2023 | A$AP Ant                                                                                                | The PostLude                             |
| «Trouble Man»                    | 2023 | The Alchemist, T.F.                                                                                     | Flying High EP                           |